# Mariah Carey (Album)
Mariah Carey ist das Debütalbum der US-amerikanischen Pop-Sängerin Mariah Carey. Mit weltweit mehr als 15 Millionen verkauften Einheiten gilt die Platte als eine der erfolgreichsten des Jahres 1990.
Mit einer großen Promotion stieg das Album am 30. Juni 1990 mit Rang 80 in die Billboard 200 ein, wo es nach acht Monaten schließlich Platz eins erreichte und die Spitze elf Wochen lang behaupten konnte.
Das Werk brachte Mariah Carey zwei Grammy-Awards ein, als „Best New Artist“ und „Best Female Pop Vocal Performance“.

## Titelliste
1. Vision of Love a – 3:31
2. There’s Got to be a Way a – 4:54
3. I Don’t Wanna Cry a – 4:51
4. Someday a – 4:08
5. Vanishing – 4:13
6. All in Your Mind – 4:44
7. Alone in Love – 4:12
8. You Need Me – 3:51
9. Sent from Up Above – 4:04
10. Prisoner – 4:23
11. Love Takes Time a – 3:51

### Singleauskopplungen
| Jahr | Titel                   | Höchstplatzierung, Gesamtwochen, AuszeichnungChartplatzierungen (Jahr, Titel, , Platzierungen, Wochen, Auszeichnungen, Anmerkungen) | Höchstplatzierung, Gesamtwochen, AuszeichnungChartplatzierungen (Jahr, Titel, , Platzierungen, Wochen, Auszeichnungen, Anmerkungen) | Höchstplatzierung, Gesamtwochen, AuszeichnungChartplatzierungen (Jahr, Titel, , Platzierungen, Wochen, Auszeichnungen, Anmerkungen) | Höchstplatzierung, Gesamtwochen, AuszeichnungChartplatzierungen (Jahr, Titel, , Platzierungen, Wochen, Auszeichnungen, Anmerkungen) | Höchstplatzierung, Gesamtwochen, AuszeichnungChartplatzierungen (Jahr, Titel, , Platzierungen, Wochen, Auszeichnungen, Anmerkungen) | Anmerkungen                              |
| Jahr | Titel                   | DE | CH | UK | US | R&B | Anmerkungen                              |
| ---- | ----------------------- | --- | --- | --- | --- | --- | ---------------------------------------- |
| 1990 | Vision of Love          | DE17 (22 Wo.)DE | CH24 (5 Wo.)CH | UK9 (12 Wo.)UK | US1 Gold · (22 Wo.)US | R&B1 (22 Wo.)R&B | Erstveröffentlichung: 15. Mai 1990       |
| 1990 | Love Takes Time         | DE57 (15 Wo.)DE | — | UK37 (8 Wo.)UK | US1 Gold · (26 Wo.)US | R&B1 (22 Wo.)R&B | Erstveröffentlichung: 11. September 1990 |
| 1990 | Someday                 | — | — | UK38 (5 Wo.)UK | US1 Gold · (19 Wo.)US | R&B3 (16 Wo.)R&B | Erstveröffentlichung: 13. Dezember 1990  |
| 1991 | I Don’t Wanna Cry       | — | — | — | US1 (19 Wo.)US | R&B2 (16 Wo.)R&B | Erstveröffentlichung: 25. März 1991      |
| 1991 | There’s Got to Be a Way | — | — | UK54 (3 Wo.)UK | — | — | Erstveröffentlichung: 6. Mai 1991        |

## Kommerzieller Erfolg

### Chartplatzierungen
| ChartsChartplatzierungen       | Höchstplatzierung | Wochen |
| ------------------------------ | ----------------- | ------ |
| Deutschland (GfK)              | 24 (19 Wo.)       | 19     |
| Schweiz (IFPI)                 | 15 (15 Wo.)       | 15     |
| Vereinigte Staaten (Billboard) | 1 (113 Wo.)       | 113    |
| Vereinigtes Königreich (OCC)   | 6 (43 Wo.)        | 43     |

### Auszeichnungen für Musikverkäufe
Das Album verkaufte sich nach Quellenangaben weltweil mehr als 15 Millionen Mal.
| Land/Region                  | Auszeichnungen für Musikverkäufe (Land/Region, Auszeichnung, Verkäufe) | Verkäufe   |
| ---------------------------- | ---------------------------------------------------------------------- | ---------- |
| Australien (ARIA)            | 5× Platin                                                              | 350.000    |
| Japan (RIAJ)                 | 3× Platin                                                              | 600.000    |
| Kanada (MC)                  | 7× Platin                                                              | 700.000    |
| Neuseeland (RMNZ)            | 4× Platin                                                              | 60.000     |
| Niederlande (NVPI)           | Platin                                                                 | 100.000    |
| Schweden (IFPI)              | Platin                                                                 | 100.000    |
| Schweiz (IFPI)               | Gold                                                                   | 25.000     |
| Spanien (Promusicae)         | Gold                                                                   | 50.000     |
| Vereinigte Staaten (RIAA)    | 9× Platin                                                              | 9.000.000  |
| Vereinigtes Königreich (BPI) | Platin                                                                 | 300.000    |
| Insgesamt                    | 2× Gold · 31× Platin ·                                                 | 11.295.000 |

Hauptartikel: Mariah Carey/Auszeichnungen für Musikverkäufe